# Bard (Italia)
Bard (pron. Bar) es un municipio italiano, del bajo Valle de Aosta, con 134 habitantes (2007). Es famoso por el fuerte de Bard.

## Lugares de interés
Entre los monumentos destacables de la ciudad están el Fuerte de Bard y el casco antiguo, que fueron remodelados hacia el año 2000 gracias a fondos de la Unión Europea.
- El fuerte de Bard, importante castillo construido para proteger la entrada al valle de Aosta. En mayo de 1800, 400 militares austríacos consiguieron frenar durante dos semanas el avance del ejército de Napoleón, el cual pudo vencer las defensas del fuerte solo recurriendo a la astucia, o sea rodeando el castillo. El fuerte alberga el museo de los Alpes y exposiciones temporales.
- El casco antiguo, de origen medieval, donde se halla la Casa del Obispo (en italiano: Casa del Vescovo o en francés: Maison de l'évêque), Casa Valperga, Casa Ciucca y la Casa del reloj de sol. Destaca el palacio de la antigua familia nobiliar Nicole, últimos condes de Bard, que fue construido en el siglo VIII. Otro edificio importante es la Casa Challant.
- El museo de los Alpes, que se encuentra ubicado en el fuerte, ofrece un recorrido para descubrir los Alpes gracias a los cinco sentidos del hombre. Este museo permite hacer un insólito itinerario, que expone el nacimiento de los Alpes y su evolución.

## Transportes

### Aeropuerto
El aeropuerto más cercano es el de Turín.

### Conexiones viales
La conexión vial principal es la autopista A5 Turín-Aosta, que tiene una salida en Pont-Saint-Martin (hacia Italia) y otra en Verrès (hacia Francia y Suiza).

### Conexiones ferroviarias
La estación de ferrocarril más cercana es la de Hône, en la línea Ivrea-Aosta.

## Evolución demográfica
| Gráfica de evolución demográfica de Bard entre 1861 y 2001 |
|                                                            |
| Fuente ISTAT - elaboración gráfica de Wikipedia            |